# ایکومی یوشیماتسو
ایکومی یوشیماتسو (انگلیسی: Ikumi Yoshimatsu؛ زادهٔ ۲۱ ژوئن ۱۹۸۷) مدل، بازیگر و ملکه زیبایی اهل ژاپن است. او به نمایندگی از کشور ژاپن در مراسم دوشیزه بین‌الملل ۲۰۱۲ شرکت کرد و برنده مسابقه شد درحالی که میزبان کشور ژاپن بوده است.